# Випрехт, Пауль
Пауль Випрехт (нем. Paul Wieprecht; 28 октября 1839, Берлин — 7 декабря 1894, Шёнеберг, ныне в составе Берлина) — немецкий гобоист. Племянник Вильгельма Випрехта.
Учился у своего отца Фридриха Випрехта (1804—1880), с 1824 г. гобоиста в оркестре гренадерского полка Императора Франца, с 1829 г. камермузыканта в составе придворной капеллы. В 1860-е гг. занял место гобоиста в Королевской опере. В 1876 и 1888 гг. входил в состав оркестра Байройтского фестиваля. С 1872 г. преподавал в Берлинской школе инструментальной музыки, с 1892 г. профессор.
Опубликовал в своём переводе дополненное и переработанное издание учебника игры на гобое Жозефа Франсуа Гарнье (1877). В 1875—1881 гг. работал с фирмой-производителем духовых инструментов Moritz над конструктивными усовершенствованиями в своём инструменте. При необходимости играл также на гобое д’амур (в частности, на торжественном концерте 28 сентября 1884 г. по случаю открытия памятника Иоганну Себастьяну Баху в Эйзенахе).